# Lei Jun (Unternehmer)

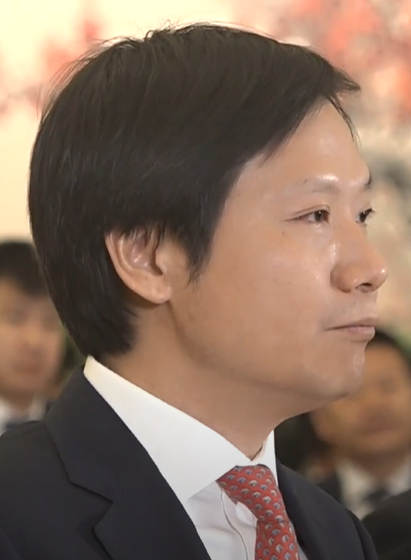
Lei Jun, 2019

Lei Jun (vereinfachtes Chinesisch: 雷军; traditionelles Chinesisch: 雷軍; Pinyin: Léi Jūn; * 16. Dezember 1969 in Xiantao) ist ein chinesischer Unternehmer. Lei ist der Gründer von Xiaomi, einem der größten Mobiltelefonhersteller der Welt.

## Leben
Lei wurde am 16. Dezember 1969 in Xiantao in der Provinz Hubei geboren. 1987 schloss er die Mianyang-Mittelschule ab und besuchte die Wuhan-Universität, die er mit einem Bachelor in Informatik abschloss. Er gründete sein erstes Unternehmen bereits während seines letzten Jahres an der Universität. 1992 kam Lei als Ingenieur zu dem Softwareunternehmen  Kingsoft und wurde 1998 zum Geschäftsführer des Unternehmens und führte es zu seinem Börsengang. Am 20. Dezember 2007 trat er aus Gesundheitsgründen als Präsident und Geschäftsführer von Kingsoft zurück.
Am 6. April 2010 gründete Lei Jun Xiaomi, ein Technologieunternehmen, das Smartphones, mobile Apps und andere Unterhaltungselektronik herstellt. Acht Jahre nach seiner Gründung war das Unternehmen zum damals weltweit wertvollsten Start-up aufgestiegen und ging 2018 an die Börse.

## Vermögen
Lei Jun ist Multi-Milliardär. Auf der Forbes-Liste 2018 belegt er den 118. Platz, sein Vermögen wird im März 2019 mit über 11 Milliarden US-Dollar angegeben.

## Politisches Engagement
Bei den Wahlen zum Nationalen Volkskongress im Dezember 2012/Januar 2013 wurde Lei Jun im Wahlkreis Peking als parteiloser Abgeordneter ins Parlament gewählt und im Dezember 2017/Januar 2018 für die 13. Legislaturperiode wiedergewählt, dann wieder im Dezember 2022/Januar 2023 für die 14. Legislaturperiode.
Dort setzt er sich vor allem für die Interessen der IT- und Raumfahrtindustrie ein. So brachte er zum Beispiel im Mai 2020 bei der 3. Vollversammlung der 13. Legislaturperiode vier Gesetzesvorschläge ins Parlament ein, wo es um eine Stärkung des satellitengestützten Internets durch Abbau der Hürden für die Beantragung von Orbits und Frequenzen ging, die Nutzung von Smartphones für die Warnung bei Naturkatastrophen, die Anwerbung von ausländischen Spitzenforschern etc.
Damit befand er sich auf einer Linie mit dem wirtschaftsliberalen Flügel der KPCh; die Staatliche Kommission für Entwicklung und Reform ließ im weiteren Verlauf der Parlamentssitzung ein sehr ähnliches Programmpapier (Unterstützung von kommerzieller Raumfahrt, Digitalisierung etc.) diskutieren und verabschieden.

## Privates
Lei Jun ist mit Zhang Tong verheiratet. Sie haben zwei Kinder.